# Esenbeckia breedlovei
Esenbeckia breedlovei är en tvåvingeart som beskrevs av Philip 1978. Esenbeckia breedlovei ingår i släktet Esenbeckia och familjen bromsar. Inga underarter finns listade i Catalogue of Life.